# Spearhead Peak
Der Spearhead Peak ist ein Berg in der Jedediah Smith Wilderness des Caribou-Targhee National Forest im Westen des US-Bundesstaates Wyoming. Er hat eine Höhe von 3075 m und ist Teil der Teton Range in den Rocky Mountains. Der Spearhead Peak erhebt sich im Süden der Bergkette, nördlich des Granite Canyons und südlich des Death Canyons. Der Berg befindet sich im Gratverlauf zwischen dem südwestlich gelegenen Housetop Mountain und dem weiter nördlich liegenden Fossil Mountain, unmittelbar westlich der Grenze zum Grand-Teton-Nationalpark. Der Berg sendet nach Osten einen weiteren Grat aus, der über Peak 10378, Peak 10905 und Peak 10988 bis zum Prospectors Mountain verläuft. Westlich des Berges verläuft der vom Marion Lake kommende und nach Norden über den Fox Creek Pass und unterhalb von Mount Bannon und Mount Meek bis zum Mount Meek Pass verlaufende Teton Crest Trail.

## Belege
1. ↑  Peakbagger: Spearhead Peak. Abgerufen am 5. Dezember 2021.
2. ↑  Naturalatlas: Spearhead Peak. Abgerufen am 5. Dezember 2021 (englisch).